# Aeronautes andecolus
Aeronautes andecolus là một loài chim trong họ Apodidae.